# 瀬古村 (岐阜県安八郡)
瀬古村（せこむら）は、かつて岐阜県安八郡に存在した村である。
現在の安八郡神戸町瀬古に該当する。

## 歴史
- 1889年（明治22年）7月1日 - 町村制により瀬古村が発足。
- 1897年（明治30年）4月1日 - 神戸町の一部（下宮・新屋敷）、斎田村、落合村、柳瀬村と合併し下宮村が発足。同日瀬古村廃止。